# Novruz en Azerbaiyán
La fiesta de Novruz es el año nuevo según el calendario persa, es la fiesta de primavera y se celeba los 20-21 de marzo de cada año. Esta fiesta se celebra en Azerbaiyán, Irán,  Afganistán, Uzbekistán, Tayikistán, Turkmenistán, Pakistán, en algunas regiones del norte de la India, Turquía y en algunos países de Asia Central. La fiesta de Novruz fue inscrito en 2009 en la lista representativa del Patrimonio Cultural Inmaterial de la Humanidad de la Unesco como candidatura conjunta de Azerbaiyán, India, Irán, Kirguistán, Pakistán, Turquía y Uzbekistán y desde 30 de noviembre de 2016 se añadieron a esta candidatura Afganistán, Irak, Kazajistán, Tayikistán y Turkmenistán.

## Origen de la fiesta
La fiesta de Novruz proviene de la religión zoroastriana y surgió alrededor hace unos 3000 años. Esta festividad es la celebración agrícola de culto a la fertilidad, celebración de la entrada de la primavera.

## Novruz en Azerbaiyán
Además la fiesta tiene los orígenes religiosos, actualmente la celebración de Novruz en Azerbaiyán no tiene un carácter religioso, sino más bien cultural.
La fiesta se celebra los 20-21 de marzo, pero la preparación para la Novruz se comienzo un mes antes, ya que como la despedida del viejo año los cuatro martes (az. Çərşənbə) de última mes del año también se celebran. Los cuatro martes se dedican a los cuatro elementos: agua, fuego, viento  y tierra. Según la tradición en el primer martes - Martes de Agua la gente tiene que recolectar agua a los ríos, después en un platón grande (xonça) se sitúa un tazón del agua. Si el agua cae sobre la mesa, eso significa que durante siguiente año sucederán las cosas buenas. Durante el segundo martes - Martes del Fuego las fogatas u hogueras son parte de la fiesta. En el tercer martes - Martes del Viento en las casas se realizan las limpiezas para alejar  los malos espíritus. El último martes - Martes de Tierra es un día más cercano a la fiesta de Novruz.  
Entre las tradiciones de la fiesta hay muchas que se relacionan con la gastronomía. Entre ellos gran papel desempeña el trigo. Del trigo es germinado Samani (az. səməni). También hay dulces especiales de la fiesta: shekerbura (az. şəkərbura), pakhlava (az. paxlava), qojal (az. qoğal). En platón de la fiesta deben estar necesariamente los huevos colorados. 

## Día Internacional del Novruz
El 23 de febrero de 2010, La Asamblea General de las Naciones Unidas proclamó  que los días 21 de marzo de cada año se celebre el Día Internacional del Novruz.

## Galería

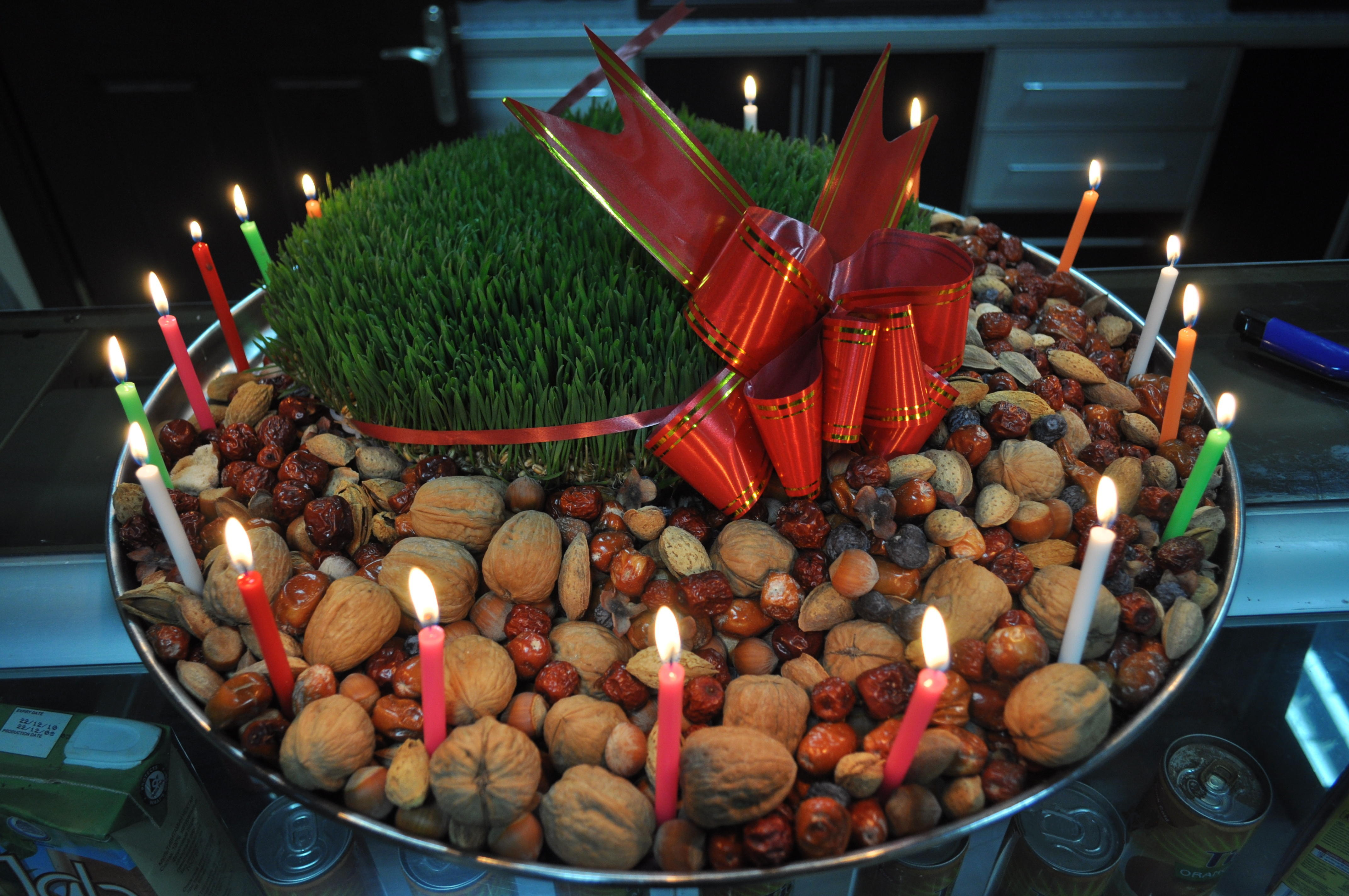
Joncha
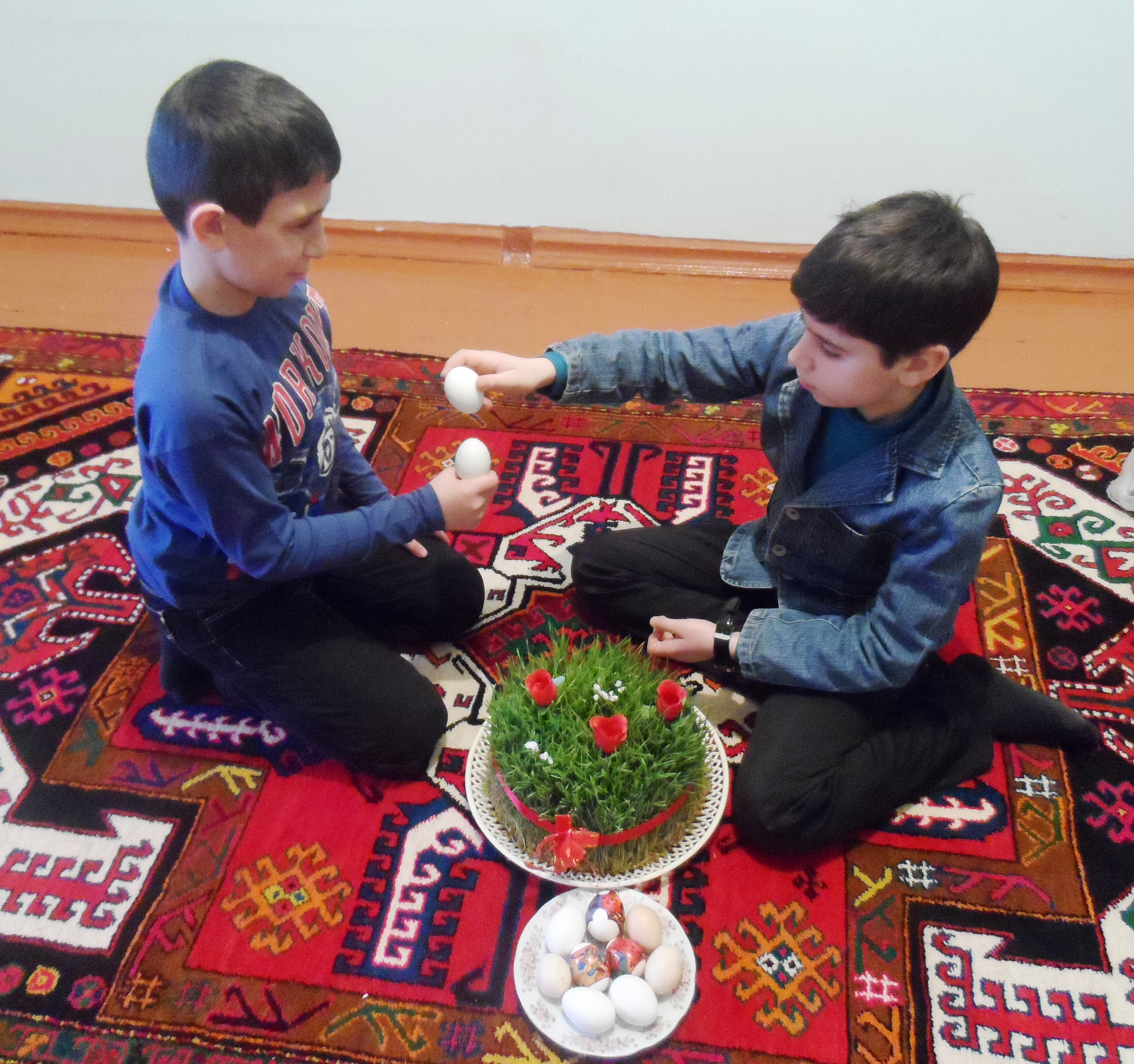
El choque de huevos
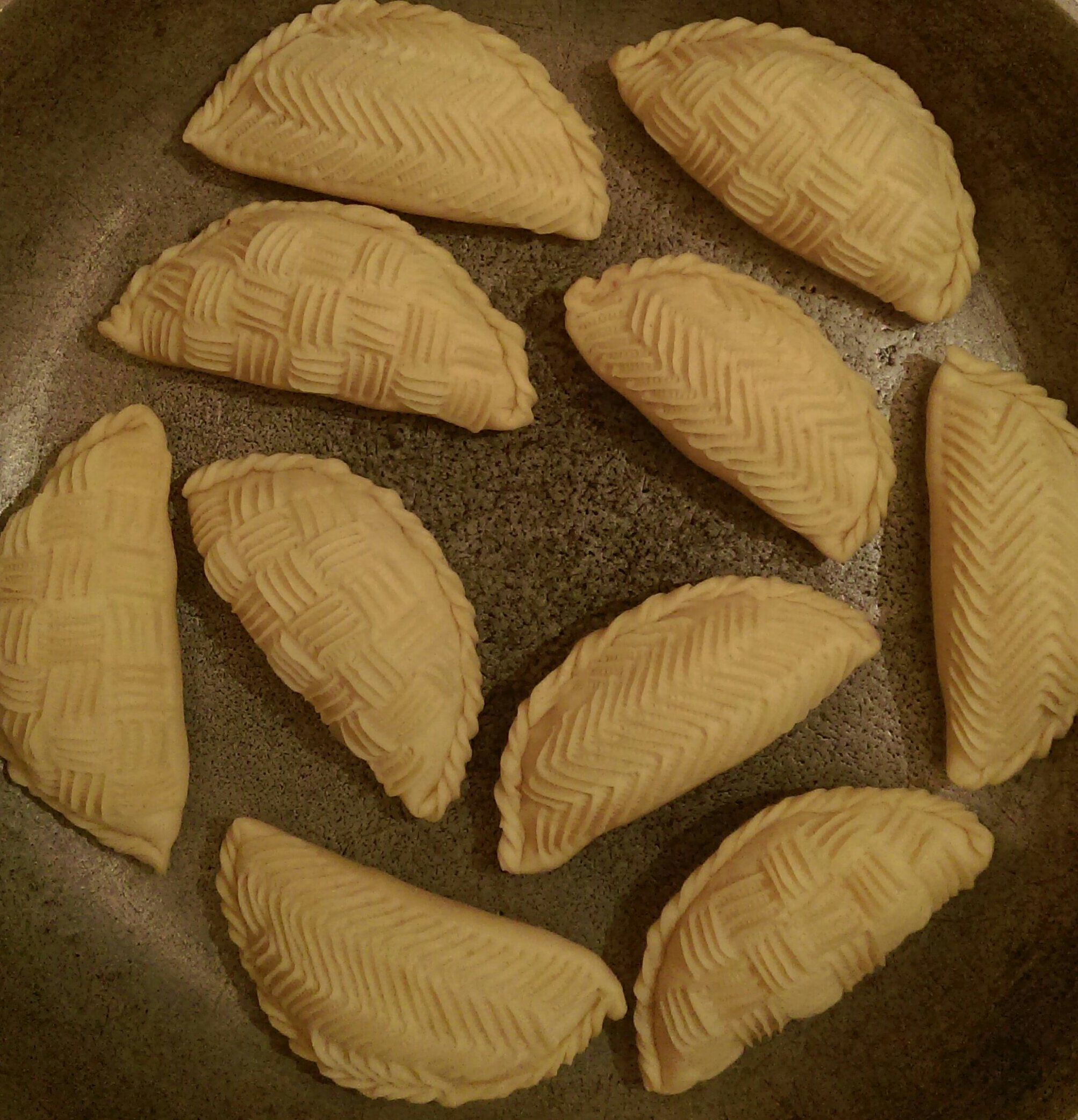
Shekerbura
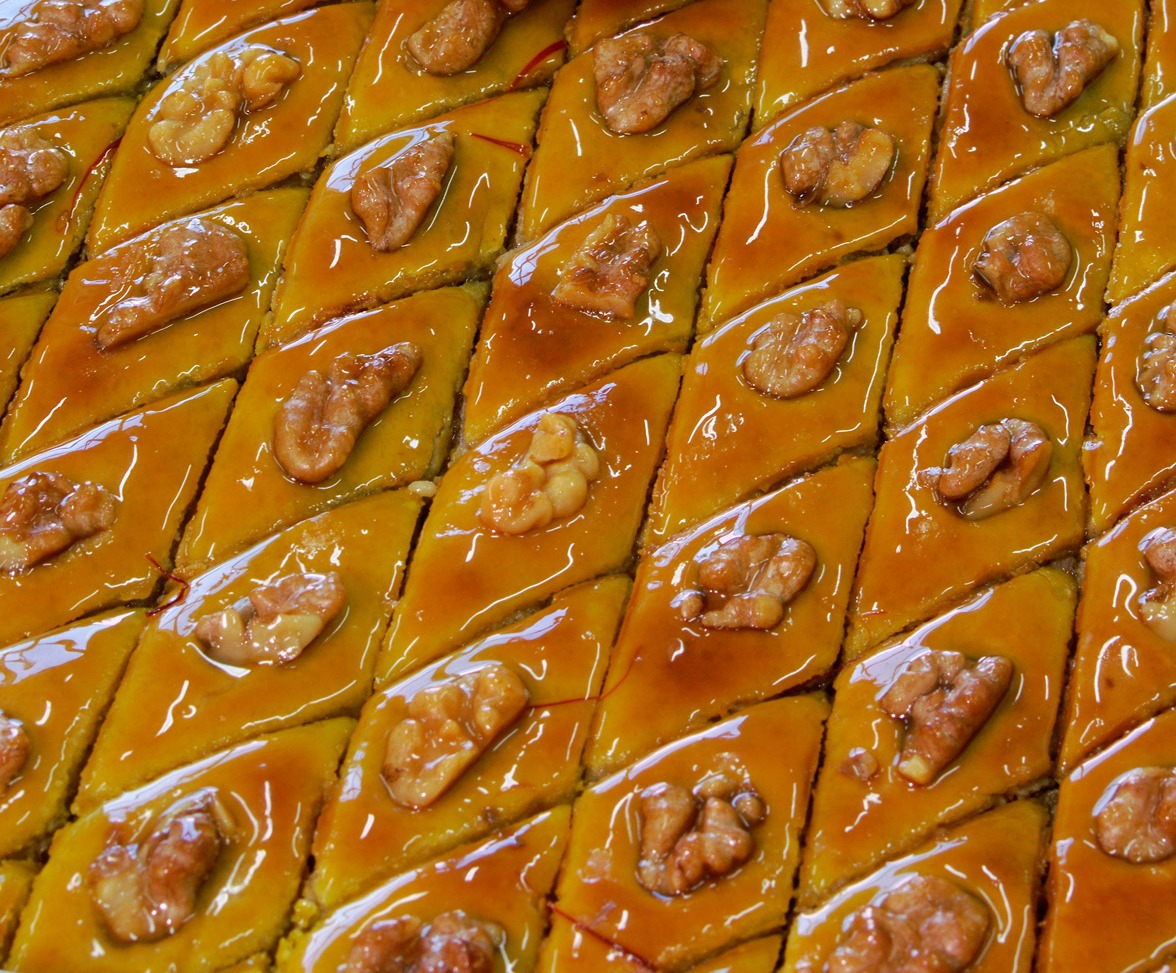
Pakhlava
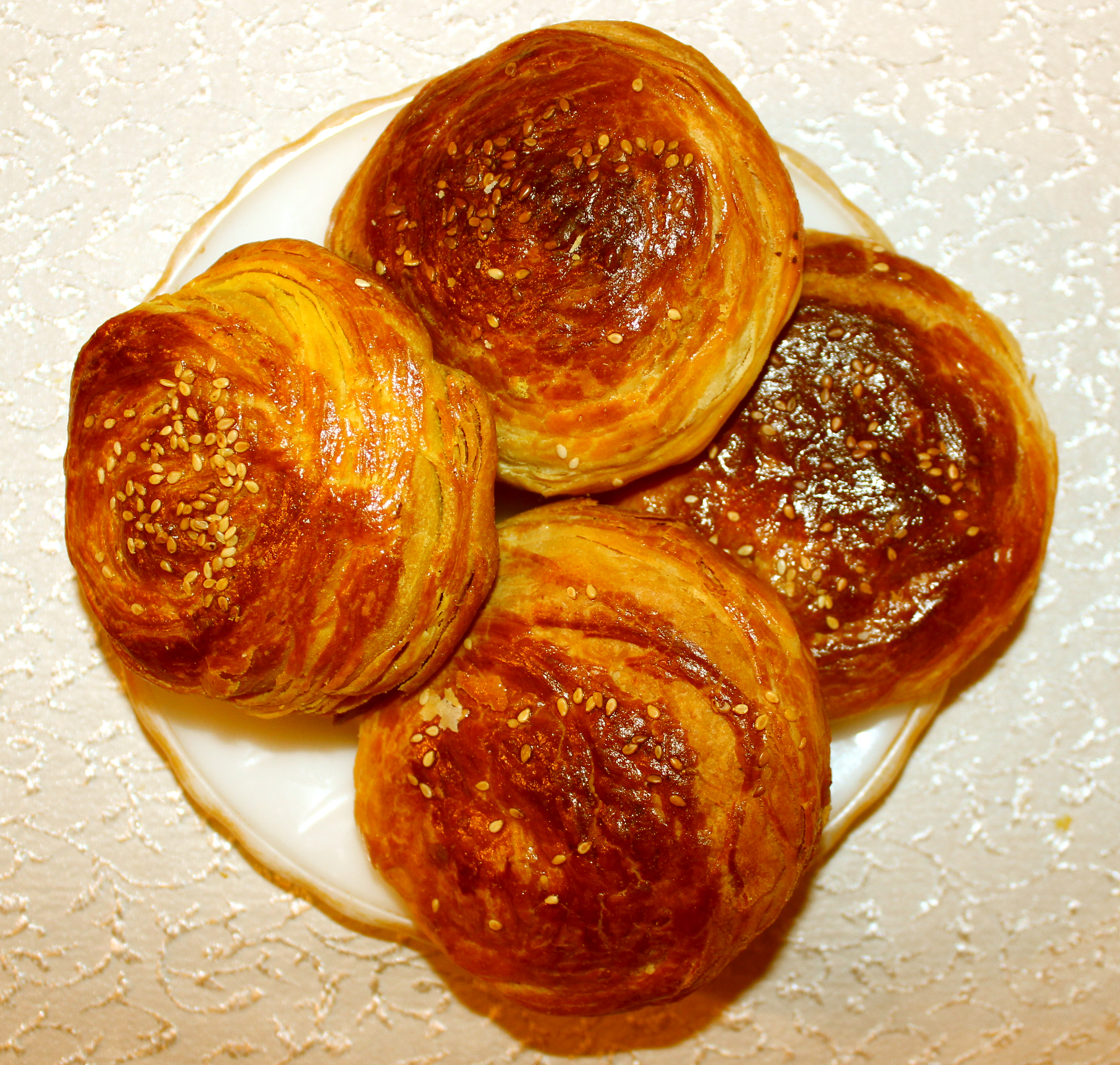
Qojal
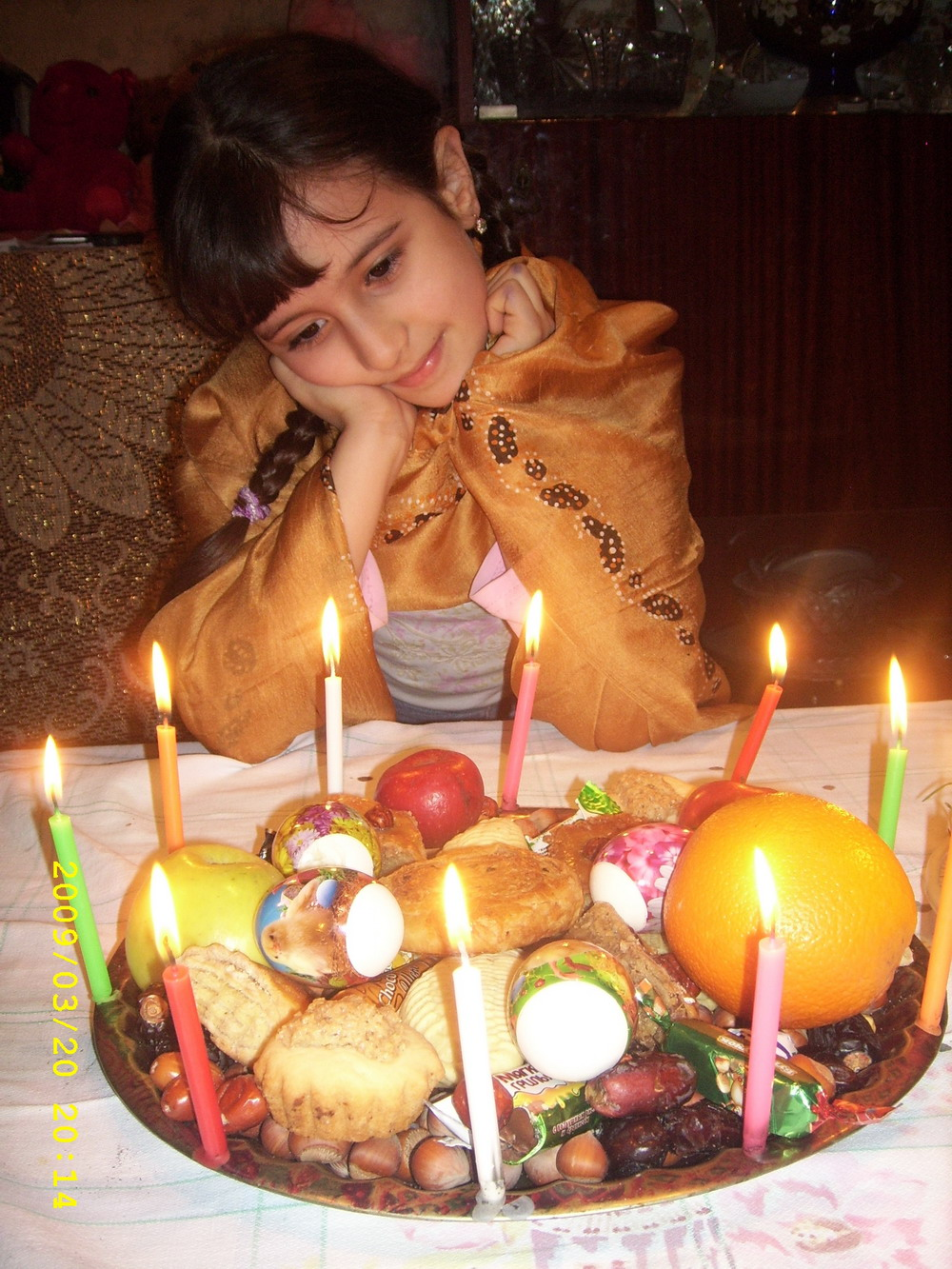
Niña azerbaiyana con platon de la fiesta

Estampillas dedicadas a la fiesta Novruz
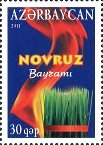
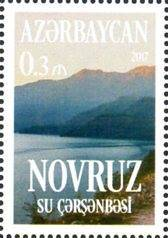
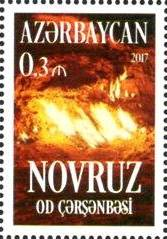
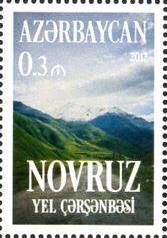
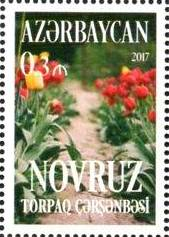
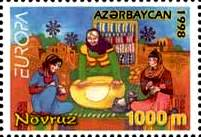